# Archaeolus
Archaeolus is een geslacht van kevers uit de familie  
kniptorren (Elateridae).
Het geslacht is voor het eerst wetenschappelijk beschreven in 1986 door Lin Qibin.

## Soorten
Het geslacht omvat de volgende soort:
- Archaeolus funestus Lin Qibin, 1986